# CoffeeScript
CoffeeScript est un langage de programmation, qui se compile en JavaScript. Le langage ajoute du sucre syntaxique inspiré par Python, Ruby et Haskell afin d'améliorer la brièveté et la lisibilité du JavaScript, tout en ajoutant des fonctionnalités comme le filtrage par motif ou les listes en compréhension.
Le résultat est compilé de façon prévisible en JavaScript, et les programmes peuvent être écrits avec moins de code (typiquement un tiers de lignes en moins) sans effet sur la vitesse d'exécution. Depuis le 16 mars 2011, CoffeeScript est dans la liste des projets les plus populaires de GitHub.
Le langage a une popularité relativement importante dans la communauté de Ruby. Le support de CoffeeScript est inclus dans la version 3.1 de Ruby on Rails. De plus, Brendan Eich a cité CoffeeScript comme une influence sur son idée du futur du JavaScript,. En 2018, CoffeeScript est moins utilisé que dans les années précédentes, mais a largement contribué à l'évolution du langage JavaScript.

## Histoire
Le 13 décembre 2009, Jeremy Ashkenas a effectué le premier commit Git de CoffeeScript avec le commentaire : « initial commit of the mystery language » (« premier commit du langage mystère »). Le compilateur était écrit en Ruby. Le 24 décembre 2009, il a publié la première version numérotée et documentée, la 0.1.0. Le 21 février 2010, la version 0.5 a été publiée, remplaçant le compilateur Ruby par un compilateur écrit en pur CoffeeScript. À ce moment, le projet a attiré plusieurs autres contributeurs sur GitHub, et les pages du site étaient vues plus de 300 fois par jour.[réf. souhaitée]
Le 24 décembre 2010, Ashkenas a annoncé la publication de la version stable 1.0.0 sur Hacker News, le site où le projet a été annoncé pour la première fois,.

## Exemples

### Tests et compréhensions
Pour calculer l'IMC de Barry, joueur de basket amateur, on fait d'habitude quelque chose comme ceci (ici en JavaScript):
```
var
 
masse
 
=
 
72
;

var
 
taille
 
=
 
1.86
;

var
 
IMC
 
=
 
masse
/
taille
/
taille
;

if
 
((
18.5
 
<
 
IMC
)
 
&&
 
(
IMC
 
<
 
25
))
 
{

    
alert
(
'Barry a une corpulence normale'
);

}

```

CoffeeScript permet de combiner les deux tests en un seul:
```
masse
 
=
 
72

taille
 
=
 
1.78

IMC
 
=
 
masse
/
taille
/
taille

if
 
18.5
<
IMC
<
25
 
then
 
alert
 
'Barry a une corpulence normale'

```

ou, plus naturellement pour qui est habitué à la langue anglaise,
```
masse
 
=
 
72

taille
 
=
 
1.78

IMC
 
=
 
masse
/
Math
.
pow
 
taille
,
 
2
 

alert
 
'Barry a une corpulence normale'
 
if
 
18.5
<
IMC
<
25

```

### Boucles et compréhensions
En général, l'implémentation de l'algorithme d'Euclide utilise une boucle tant que (ici, en Python) :
```
def
 
pgcd
(
a
,
 
b
):

    
x
,
 
y
 
=
 
a
,
 
b

    
while
 
y
 
>
 
0
:

        
x
,
 
y
 
=
 
y
,
 
x
 
%
 
y

    
return
 
x

```

C'est également possible en CoffeeScript; mais celui-ci possède également une boucle jusqu'à :
```
pgcd
 
=
 
(a,b) ->

    
[
x
,
y
]
 
=
 
[
a
,
b
]

    
[
x
,
y
]
 
=
 
[
y
,
x
%
y
]
 
until
 
y
 
is
 
0

    
x

```

Une boucle for peut souvent être remplacée par une liste en compréhension. Par exemple, pour calculer les carrés des premiers nombres impairs (c'est-à-dire dont le reste modulo 2 vaut 1), on peut utiliser l'une des propositions suivantes :

#### Boucle classique
```
for
 
n
 
in
 
[
1
..
10
]

    
if
 
n
%
2
 
is
 
1
 
then
 
alert
 
n
*
n

```

#### Liste en compréhension
```
alert
 
[
n
*
n
 
for
 
n
 
in
 
[
1
..
10
]
 
when
 
n
%
2
 
is
 
1
]

```

#### Avec un pas de 2
```
alert
 
[
n
*
n
 
for
 
n
 
in
 
[
1
..
10
]
 
by
 
2
]

```

### Fonctions etjQuery
Le code JavaScript permettant d'initialiser la bibliothèque jQuery est :
```
$
(
document
).
ready
(
function
()
 
{

  
// Le code d'initialisation va ici

});

```

Ou, plus simplement :
```
$
(
function
()
 
{

  
// Le code d'initialisation va ici

});

```

En CoffeeScript, le mot-clé function est remplacé par le symbole ->, et l'indentation est utilisée à la place des accolades, comme en Python ou en Haskell. Les parenthèses peuvent généralement être omises. Ainsi, le snippet ci-dessus peut être écrit, en CoffeeScript :
```
$
(
document
)
.
ready
 
->

  
# Le code d'initialisation va ici

```

Ou bien :
```
$
 
->

  
# Le code d'initialisation va ici

```

## Compilation
Le compilateur CoffeeScript est écrit en CoffeeScript depuis la version 0.5 et est disponible en tant qu'utilitaire Node.js ; cependant, la base du compilateur ne nécessite pas Node.js et peut être utilisée dans n'importe quel environnement JavaScript. Une des alternatives à l'utilitaire Node.js est Coffee Maven Plugin, un plugin pour le moteur de production Apache Maven. Ce plugin utilise Mozilla Rhino, un moteur JavaScript écrit en Java.
Le site officiel, CoffeeScript.org, dispose d'un bouton « Essayer CoffeeScript » dans la barre de navigation ; cliquer dessus ouvre une fenêtre modale qui permet d'entrer du code CoffeeScript, de voir le résultat en JavaScript, et de l'essayer directement dans le navigateur. Le site js2coffee propose une traduction bidirectionnelle.